# Daniel Fransson
Daniel Fransson, född 19 mars 1924 på Källö-Knippla i Göteborgs norra skärgård, död 17 maj 2004, var en svensk släktforskare, föreläsare och författare.
Fransson arbetade som fiskare, utbildade sig och därefter till murare. Han arbetade vid Göteborgs spårväg under många år. Han Började på 1950-talet att släktforska och föreläste sedan under resten av sitt liv om livet på Öckerö-öarna. 
Fransson erhöll Öckerö kommuns Kulturpris 1989. Han var även musiker (gitarr och bas) och turnerade med Jubelkvartetten under slutet på 1940-talet.